# Шкурлатов, Владислав Владимирович
Владислав Владимирович Шкурлатов (род. 30 марта 1983) — российский легкоатлет, специалист по метанию копья. Выступал на профессиональном уровне в 1999—2015 годах, серебряный призёр чемпионата мира среди юниоров и зимнего Кубка Европы, победитель ряда крупных турниров международного и всероссийского значения, участник двух Всемирных Универсиад.

## Биография
Владислав Шкурлатов родился 30 марта 1983 года. Выходец из спортивной семьи, отец Владимир Николаевич и мать Галина Александровна — заслуженные тренеры по лёгкой атлетике, старший брат Виталий — титулованный прыгун в длину.
Впервые заявил о себе в метании копья в сезоне 1999 года, когда с результатом 65,56 стал пятым на Мемориале братьев Знаменских в Москве.
В 2000 году был пятым на Кубке России в Туле, девятым на чемпионате России в Туле, третьим юниорском всероссийском первенстве в Краснодаре.
В 2001 году одержал победу на юниорских зимнем чемпионате России в Сочи и летнем чемпионате России в Казани, стал бронзовым призёром на молодёжном всероссийском первенстве в Чебоксарах, тогда как на взрослом чемпионате России в Туле снова занял девятое место.
Первого серьёзного успеха на международном уровне добился в сезоне 2002 года, когда вошёл в состав российской сборной и выступил на юниорском мировом первенстве в Кингстоне, где в зачёте метания копья выиграл серебряную медаль, уступив в финале только поляку Игорю Янику.
В 2003 году стал серебряным призёром на зимнем чемпионате России по длинным метаниям в Адлере, победил на молодёжном всероссийском первенстве в Чебоксарах.
В 2004 году взял бронзу на зимнем чемпионате России в Адлере, на Мемориале братьев Знаменских в Казани и на летнем чемпионате России в Туле. Вновь отметился победой на молодёжном всероссийском первенстве в Чебоксарах.
В 2005 году победил на молодёжном всероссийском первенстве в Туле, занял четвёртое место на молодёжном европейском первенстве в Эрфурте, установив при этом свой личный рекорд в метании копья — 81,14 метра. Будучи студентом, представлял страну на Всемирной Универсиаде в Измире — в финале метнул копьё на 76,84 метра, расположившись в итоговом протоколе соревнований на четвёртой строке.
В 2006 году превзошёл всех соперников на зимнем чемпионате России в Адлере, стал вторым на Кубке Европы по зимним метаниям в Тель-Авиве, закрыл десятку сильнейших на летнем чемпионате России в Туле.
На чемпионате России 2007 года в Туле показал 12-й результат.
На чемпионате России 2008 года в Казани был шестым.
В 2009 году отметился выступлением на Всемирной Универсиаде в Белграде — на предварительном квалификационном этапе провалил свою попытку и досрочно завершил выступление.
В 2010 году стал седьмым на чемпионате России в Саранске.
В 2011 году был пятым на зимнем чемпионате России в Адлере и на Кубке России в Ерино.
В 2012 году выиграл бронзовую медаль на Мемориале Лунёва в Адлере.
В 2013 году вновь стал бронзовым призёром на Мемориале Лунёва, показал восьмой результат на зимнем чемпионате России в Адлере.
Завершил спортивную карьеру по окончании сезона 2015 года.